# Bai Mu Dan tea
A Bai Mu Dan (kínaiul: 白牡丹, pinyin: bái mǔ dān) Kína Fujian tartományából származó fehér tea. Különlegességét az adja, hogy a rövid időszakot felölelő tavaszi szüret idején szinte csak a fehér színű burokkal védett rügyeket és hajtásvégeket gyűjtik. A tea csak kismértékben fermentált, mivel az oxidációs folyamatot szárítással hamar megállítják. Antioxidánsokban gazdag.

## Elkészítése
A zöld teához hasonlóan a felforralt, majd 80 fok körüli hőmérsékletre visszahűtött vízzel forrázzák 2–5 percig. Főzete világoszöld színű, íze kissé gyümölcsös.